# Chiến dịch Đông Phổ
Chiến dịch Đông Phổ là
chiến dịch quân sự của quân đội Liên Xô chống quân đội Đức Quốc xã ở Mặt trận phía Đông (Chiến tranh thế giới thứ hai). Chiến dịch bắt đầu từ 13 tháng 1 năm 1945 đến 25 tháng 4 năm 1945, tiêu diệt phần lớn lực lượng quân đội Đức. Trận Königsberg là trận đánh ác liệt và quan trọng nhất của chiến dịch, trận đánh đã mang lại chiến thắng lớn cho Hồng quân.
Chiến dịch Đông Phổ là trận chiến giữa Phương diện quân Belorussia 3 do Đại tướng I.D. Chernyakhovsky chỉ huy  và Phương diện quân Baltic 1 của Liên Xô, với Cụm tập đoàn quân Tây Bắc và cánh trái của Cụm tập đoàn quân Trung tâm của Đức. Trong chiến dịch này, Liên Xô bị thương vong rất nặng nhưng đã chiếm được Đông Phổ và giải phóng thành công Ba Lan.

## Bối cảnh trước cuộc chiến

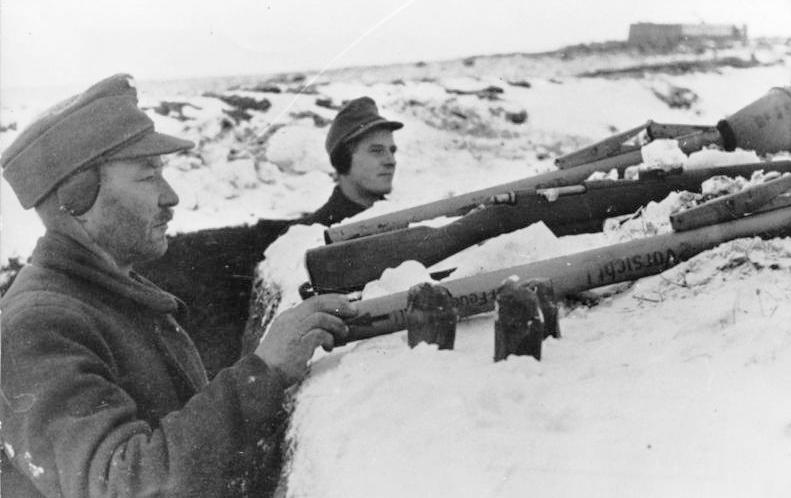
Quân đội Đức Quốc xã triển khai phòng thủ ở Đông Phổ

Sau Chiến dịch Budapest, chư hầu cuối cùng của Đức đã phải đầu hàng Liên Xô. Quân đội Đức như mất hết sức mạnh khi vừa bị Liên Xô đánh, vừa bị mất đồng minh. Quân đội khối Trục ở châu Âu chỉ còn có Đức. Quân Đức mặc dù đang chiếm giữ một lượng lớn lãnh thổ Tây và Trung Âu nhưng đã suy yếu rất nhiều. Họ phải lui về, co cụm phòng thủ trong lãnh thổ trọng yếu của mình là Đông Phổ và vùng Ba Lan còn chưa được Hồng quân giải phóng với mong muốn giữ lại phần lãnh thổ phía đông cuối cùng của mình. Hồng quân sau khi thắng to ở các chiến dịch Budapest, Vienna, Bucharest và Praque thì thừa thắng xông lên, đánh chiếm Đông Phổ để tiếp cận Berlin, bắt nước Đức phải đầu hàng.

## Diễn biến cuộc chiến
Đây cũng là cuộc chiến có sự tham gia của Phương diện quân 3 Belarus do Đại tướng Ivan Chernyakhovsky chỉ huy. Ông ra lệnh cho quân sĩ của mình tiến thẳng về vùng Königsberg. Ở đây, họ đã chạm trán với các Tập đoàn quân số 3 và 4 trên cánh bắc Cụm Tập đoàn quân Trung tâm (Đức) do Đại tướng Georg-Hans Reinhardt chỉ huy.
Ở phía bắc phương diện quân Chernyakhovsky, Bộ Tư lệnh Tối cao Liên Xô giao cho Đại tướng Ivan Khristoforovich Bagramyan chỉ huy Phương diện quân Pribaltic 1 tấn công Tập đoàn quân Đức số 3 ở sườn phải, đạo quân này đã tiến về Memel. Sườn trái của Chernyakhovsky được yểm trợ bởi Phương diện quân Byelorussia 1 do Đại tướng Konstantin K. Rokossovsky chỉ huy, họ tiến về vùng Visula, và tấn công Tập đoàn quân 2 của Đức, hai gọng kìm này đã khóa chặt Đông Phổ.

### Mở màn chiến dịch

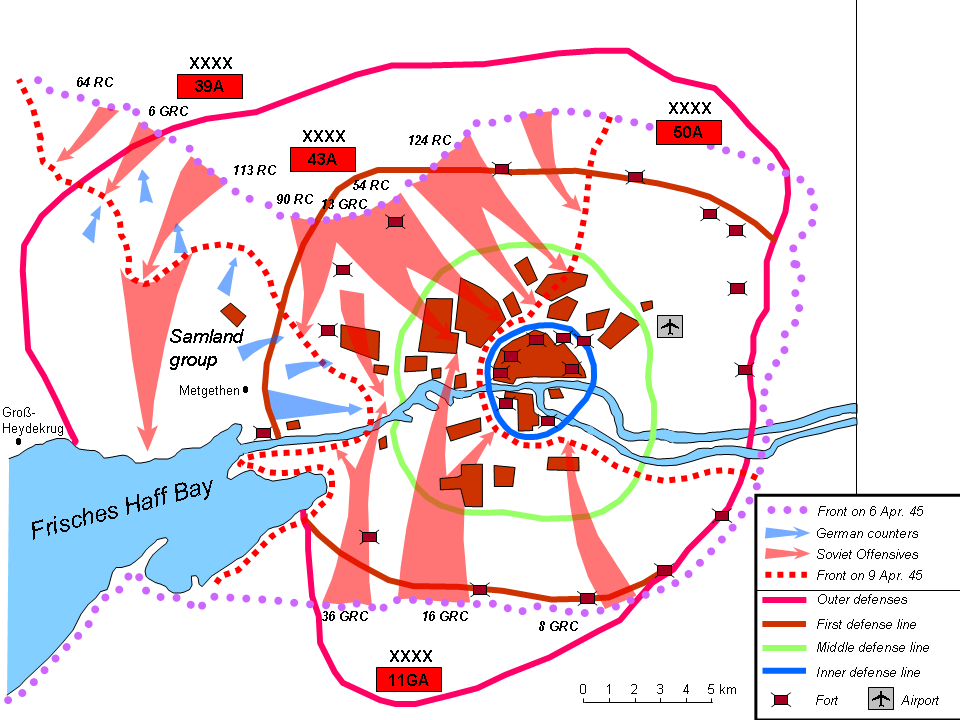
Bản đồ trận đánh ở Königsberg và Heiligenbeil

Quân đội Liên Xô tấn công từ 13 tháng 1 với một lực lượng lớn. Hồng quân vừa vào trận đã bị thiệt hại lớn, tuy nhiên, họ vẫn chiếm được Insterburg (Chernyakhovsk) và tiến về áp sát Königsberg (Kaliningrad) và bao vây Heilsberg (Lidzbark Warmiński). Ngay sau đó vài ngày Tập đoàn quân 3 do tướng Erhard Raus chỉ huy đã có mặt ở Königsberg, còn Friedrich Hossbach với Tập đoàn quân 4 cũng có mặt ở gần đó.
Rokossovsky đã tấn công ngang Narew vào ngày 14 tháng 1; 20 tháng 1, ông cho quân tiến về khu vực Elbing (Elblag). Đạo quân mạn phải của Rokossovsky đã về đóng ở Allenstein (Olszty)). 24 tháng 1, Rokossovsky lệnh cho binh sĩ tấn công Vistula, họ đã đụng độ với quân Đức và trận đánh kéo dài. Quân Đức phải lùi về vùng trung tâm Đông Phổ. Những ngày sau, Hossbach cho quân Đức lùi về giữ Lotzen (Gizycko)-trung Đông Phổ đã bị chiếm-quân Đức phải rút theo từng đợt nhỏ để tránh bị nghi ngờ và phát hiện. Do những thất bại này mà Hitler sa thải tướng Reinhardt và cử Đại tướng Lothar Rendulic thay ông ta làm Tư lệnh Cụm Tập đoàn quân Trung tâm.
Khi đó, Chernyakhovsky đã thành công trong việc đánh chiếm vùng đông, đã gần tiếp cận được đạo quân 3 của Đức ở Königsberg và Samland (???). 28 tháng 1, quân của Bagramyan tấn công mở màn Trận Memel; trận đánh đã thắng lớn, tiêu diệt quân Đức và chiếm Slampat (???)

### Chiến dịch Königsberg và Heiligenbeil
Königsberg (Kalinigrad) và Heiligenbeil (Mamovono) là hai khu vực trọng yếu ở Đông Phổ, chỉ cần chiếm hai vùng này là chiến dịch sẽ thắng lợi hoàn toàn. Các tướng Liên Xô đã lên kế hoạch đánh chiếm Königsberg. Hồng quân áp sát vùng này. Quân Đức kháng cự vô cùng quyết liệt. Họ tử thủ để bảo vệ khu vực trọng yếu này. Các tướng lĩnh Đức biết rằng, mất Königsberg thì họ sẽ phải rút quân, mọi nỗ lực của họ sẽ thành "công toi". Tuy nhiên, với một lực lượng vô cùng ít ỏi, họ không thể chống cự lâu dài với Liên Xô. Cuối cùng, sau bao nhiêu nỗ lực, quân Đức buộc phải rút lui. Hồng quân chiếm Königsberg và Heiligenbeil. Đông Phổ bị đánh chiếm hoàn toàn sau 4 tháng.